# Wages of Sin
Wages of Sin četvrti je studijski album švedskog melodičnog death metal sastava Arch Enemy, objavljen 25. travnja 2001.
To je ujedno njihov prvi album snimljen s novom pjevačicom Angelom Gossow, koja ja zamijenila Johana Liivu. Prva izdanja albuma imala su i bonus disk Rare & Unreleased sa sedam pjesama snimljenih s Liivom.

## Popis pjesama
1. "Enemy Within" – 4:21 (glazba: Christopher Amott/Michael Amott, tekst: Angela Gossow)
2. "Burning Angel" – 4:17 (glazba: Michael Amott/Christopher Amott, tekst: Michael Amott)
3. "Heart of Darkness" – 4:52 (glazba: Michael Amott/Christopher Amott, tekst: Michael Amott)
4. "Ravenous" – 4:06 (glazba: Michael Amott/Christopher Amott, tekst: Angela Gossow/Michael Amott)
5. "Savage Messiah" – 5:18 (glazba: Michael Amott/Sharlee D'Angelo/Christopher Amott, tekst: Michael Amott)
6. "Dead Bury Their Dead" – 3:55 (glazba i tekst: Michael Amott)
7. "Web of Lies" – 3:56 (glazba: Michael Amott/Christopher Amott, tekst: Michael Amott)
8. "The First Deadly Sin" – 4:20 (glazba: Michael Amott/Christopher Amott, tekst: Angela Gossow/Michael Amott)
9. "Behind the Smile" – 3:28 (glazba: Michael Amott/Christopher Amott, tekst: Michael Amott)
10. "Snow Bound" (Instrumental) – 1:34 (glazba: Michael Amott/Christopher Amott)
11. "Shadows and Dust" – 4:27 (glazba: Christopher Amott/Michael Amott, tekst: Daniel Erlandsson/Michael Amott)
12. "Lament of a Mortal Soul" (bonus pjesma) – 4:06 (Music: Michael Amott/Christopher Amott, tekst: Angela Gossow)

### Bonus disk
1. "Starbreaker" (obrada pjesme Judas Priesta) – 3:27
2. "Aces High" (obrada pjesme Iron Maidena) – 4:26
3. "Scream of Anger" (obrada pjesme Europea) – 3:50
4. "Diva Satanica" – 3:46
5. "Fields of Desolation '99" – 6:02
6. "Damnation's Way" – 3:49
7. "Hydra" – 0:57

## Produkcija
- Arch Enemy

- Angela Gossow − vokal
- Michael Amott − gitara, prateći vokal
- Christopher Amott − gitara
- Sharlee D'Angelo − bas-gitara
- Daniel Erlandsson − bubnjevi

- Per Wiberg − klavijature
- Johan Liiva - vokal na bonus CD-u